# Csertés (Ukrajna)
Csertés (ukránul: Чертіж) falu Ukrajnában, Kárpátalján, a Huszti járásban.

## Fekvése
Huszt északkeleti szomszédjában fekvő település.

## Története
A 20. század elején mint híres szőlőtermelő hely volt ismert.